# 土耳其語言協會
土耳其語言協會（土耳其語：Türk Dil Kurumu，TDK）是土耳其語的官方管理機構，1932年7月12日在土耳其之父凱末爾的倡議下成立，總部設於土耳其安卡拉。該機構的業務主要包括對土耳其語與其他突厥語族語言的研究，並負責出版土耳其語官方詞典，《當代土耳其語詞典》（Güncel Türkçe Sözlük）。

## 歷史

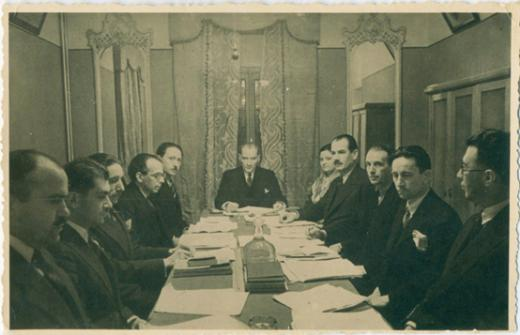
1933年的協會內部會議，會議地點於多爾瑪巴切宮

土耳其語言協會於1932年7月12日由土耳其共和國創始人兼第一任總統穆斯塔法·凱末爾·阿塔圖克倡議成立，最初的名字為土耳其語研究學會（Türk Dili Tetkik Cemiyeti），核心成員如薩米·里法、盧申·艾希雷夫·於奈登、傑拉爾·薩希爾·埃羅贊與雅庫普·卡德里·卡拉奧斯曼盧等皆是當時土耳其文學界的著名人物，或是土耳其大國民議會的成員。该机构的第一任秘书长是 盧申·艾希雷夫·於奈登。
學會的名稱在1934年改為土耳其語言研究所（Türk Dili Araştırma Kurumu），兩年後又更名為土耳其語言協會，直至今日。

## 功能

土耳其語字源，2007年

土耳其語言協會主導該國的土耳其語與中亞突厥語族的學術語言研究，並出版土耳其語官方字典《當代土耳其語詞典》、《寫作指南》（Yazım Kılavuzu）以及其他數種專業詞典、語言學書籍和期刊。
在1930至1940年間，凱末爾藉由協會的力量推動了許多大型改革，將原本在土耳其語中已使用數世紀的阿拉伯語、波斯語、希臘語與法語借詞強行廢除，使得當時的書面語與民間口語有明顯的不同。之後的學者將改革前的土耳其語稱為鄂圖曼土耳其語，而將改革後流傳開來、逐漸為民間接受的新式語言稱為現代土耳其語。
由於用來取代舊字彙的新詞過於做作又極富政治色彩，凱末爾和協會的強硬作風招致了國內一些批評聲浪。土耳其語言學家H.C.胡尼曾在1947年提到這個協會「幾乎都由政客組成」，其會議記錄充滿著「荒唐愚蠢的廢話」。胡尼還認為，協會運作的三個目標是「渴望與過去徹底切割」、「渴望被視為歐式國家的一員」和「實踐狹隘且狂熱的民族主義」。

## 出版刊物

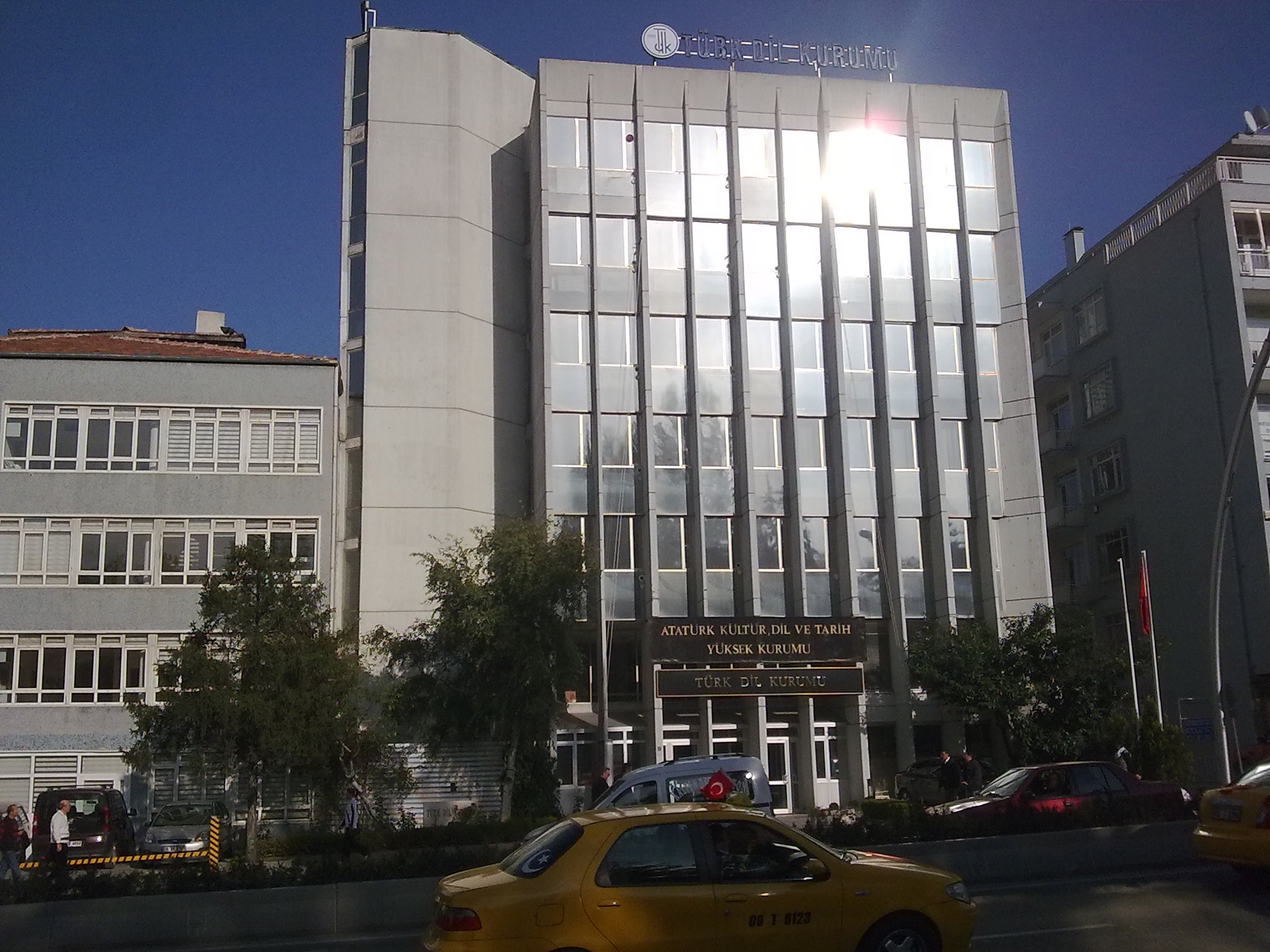
安卡拉的土耳其語言協會大樓

土耳其語言協會除了維護《當代土耳其語詞典》和《寫作指南》之外，還出版了850多種語言學相關書籍，主要包括對突厥語族諸語、專業詞典、語文學書籍和文學作品的研究。
此外，該機構還定期出版以下的期刊：
- 《土耳其語》（Türk Dili）, 土耳其語文學期刊，1951年開始發行；
- 《公告》（Belleten），突厥語族研究年刊，1953年開始發行；
- 《土耳其語世界》（Türk Dünyası），關於土耳其語言與文學的半年刊，1996年開始發行。

## 字彙
2005年出版的《當代土耳其語詞典》中，共包含了104,481個詞，其中有86%是土耳其語原生詞彙，其他14%則來自其他語言；字典也明確地指出，在當代土耳其語中，外來語的來源以阿拉伯語、法語、波斯語、義大利語、英語及希臘語為最多。

## 外部鏈結
- Türk Dil Kurumu （页面存档备份，存于），土耳其語言協會官方網站
- Kitaplar，TDK出版的書籍列表
- Süreli Yayınlar，TDK出版的期刊列表